# مطار شينزين باوان الدولي
مطار شينزين باوان الدولي (بالصينية: 深圳宝安国际机场) (إياتا:  SZX، إيكاو: ZGSZ) (المسمى سابقا شينزين هوانغتيان) ويقع على بعد 32 كم شمال غرب منطقة باوآن، شينزين ، قوانغدونغ في الصين بالقرب من قرى هوانغتيان وفويونج. وهو قاعدة عمليات رئيسية لخطوط شينزين الجوية، وخطوط شينزين دونغهاي الجوية ووجهة رئيسية لشركة طيران خطوط جنوب الصين الجوية وشركة طيران هاينان. المطار يخدم أيضا كمركز لشركة نقل الطرود يو بي اس في آسيا والمحيط الهادئ. وهو واحد من أكبر ثلاث مطارات محورية لخدمة جنوب الصين، إلى جانب مطار هونغ كونغ الدولي ومطار قوانغتشو باييون الدولي.

## شركات الطيران والوجهات

### الركاب
| شركـات طيـران             | الوجهات |
| ------------------------- | --- |
| طيران آسيا                | مطار كوتا كينابالو الدولي، مطار كوالالمبور الدولي |
| طيران آسيا (إكس)          | مطار كوالالمبور الدولي |
| طيران الصين               | مطار بكين العاصمة الدولي، مطار بكين داشينغ الدولي، مطار تشنغدو تيانفو الدولي، مطار تشونغتشينغ جيانغبى الدولي، Dazhou، مطار قوييانغ لونغدونغابو الدولي، مطار هانغتشو شياوشان الدولي، مطار أوليفر ريجنالد تامبو، مطار لوس أنجلوس الدولي، مطار شانغهاي بودنغ الدولي، مطار تيانجين الدولي، مطار ووهان الدولي |
| خطوط كل اليابان الجوية    | مطار طوكيو هانيدا الدولي |
| خطوط آسيانا الجوية        | مطار إنتشون الدولي |
| Cambodia Airways          | مطار بنوم بنه الدولي |
| سيبو باسيفيك              | مطار نينوي أكوينو الدولي |
| Chengdu Airlines          | مطار فوتشنغ بيهاي، مطار تشنغدو شوانغليو الدولي |
| الخطوط الجوية الصينية     | مطار كاوهسيونغ الدولي، مطار تايوان تاويوان الدولي |
| خطوط شرق الصين الجوية     | مطار بكين داشينغ الدولي، مطار هانغتشو شياوشان الدولي، مطار جينغقانغشان، Jinzhou، مطار كونمينغ جانغشوي الدولي، مطار لانتشو تشونغ تشوان، مطار نانتشانغ تشانغبى الدولي، مطار نانجينغ الدولي، مطار نينغبو ليش الدولي، مطار شانغهاي هونغكياو الدولي، مطار شانغهاي بودنغ الدولي، مطار تاييوان وسو الدولي، مطار ووهان الدولي، مطار سنن شوفانغ الدولي، مطار شيان شيانيانغ الدولي، مطار يانتاي بينجلاي الدولي |
| خطوط جنوب الصين الجوية    | مطار سخيبول أمستردام، Ankang، مطار دون موينغ، مطار سوفارنابومي الدولي، مطار بكين داشينغ الدولي، مطار بيجي فيشونغ، مطار تشانغتشون الدولي، مطار تشانغده تاوهوايوان، مطار تشانغتشو بيننو، مطار تشنغدو شوانغليو الدولي، مطار تشنغدو تيانفو الدولي، مطار تشونغتشينغ جيانغبى الدولي، مطار دالي، مطار داليان الدولي، مطار داندونغ لانغتو، مطار داتشينغ سارتو، مطار نغوراه راي الدولي، مطار دبي الدولي، مطار قانتشو هوانتشين، مطار غوانغيون بانلونغ، مطار قوييانغ لونغدونغابو الدولي، مطار هايكو ميلان الدولي، مطار هانغتشو شياوشان الدولي، مطار نوي باي الدولي، مطار هانتشونغ جهينغو، مطار هاربين الدولي، مطار حيفي شينكياو الدولي، مطار تان سون نهات الدولي، مطار هوهوت بايتا الدولي، مطار هوانغشان تونشي الدولي، مطار سوكارنو هاتا الدولي، مطار كونمينغ جانغشوي الدولي، مطار لانتشو تشونغ تشوان، Lianyungang، مطار ساني ليجيانغ، مطار لويانغ الدولي، مطار لوئهو يونلونغ، مطار نينوي أكوينو الدولي، مطار ميشيان، مطار ملبورن الدولي، مطار ميانيانغ نانيجو، مطار شيريميتييفو الدولي، مطار مودانجيانغ هايلانغ، مطار نانشونغ غاوبينغ، مطار نانجينغ الدولي، مطار نانينغ الدولي، مطار نانيانغ جيانغ يينغ، مطار نينغبو ليش الدولي، مطار نينغشهاي ماينلينغ، مطار اوردوس إيجين هورو، مطار كانساي الدولي، مطار بنوم بنه الدولي، Phuket، مطار غينغادو جياودونغ الدولي، مطار غينهوانغادو بيداهي، مطار تشيتشيهار سانجيازي، مطار ريتشاو، مطار سانيا فينيكس الدولي، مطار إنتشون الدولي، مطار شانغهاي هونغكياو الدولي، مطار شانغهاي بودنغ الدولي، مطار شنيانغ الدولي، مطار شيهيان ودانغشان، مطار شانغي سنغافورة، مطار سيدني، مطار تايوان تاويوان الدولي، مطار تاييوان وسو الدولي، مطار ناريتا الدولي، مطار أورومتشي الدولي، مطار واينشان بوزخيخه، مطار ونزهو يونجقيانج الدولي، مطار ووهان الدولي، مطار سنن شوفانغ الدولي، مطار شيان شيانيانغ الدولي، مطار شينينغ الدولي، مطار شيشوانغباننا غاسا، Yan'an، مطار نانيانغ يانتشنغ، Yangon، مطار يانجي تشاويانغتشوان، مطار يانتاي بينجلاي الدولي، مطار ينتشوان خه دونغ، مطار ييوو، Yulin (Guangxi) ‏، مطار تشانغجياجيه هيهوا، مطار تشنغتشو الدولي، مطار تشوشان بوتوشان، مطار زوني شينزهو |
| China United Airlines     | مطار بكين داشينغ الدولي، مطار ونزهو يونجقيانج الدولي |
| Chongqing Airlines        | مطار تشنغدو تيانفو الدولي، مطار تشونغتشينغ جيانغبى الدولي، مطار تايتشو وقياو، مطار وشهان شهينوفينغ |
| Colorful Guizhou Airlines | مطار يايسي باما، مطار قوييانغ لونغدونغابو الدولي |
| Donghai Airlines          | مطار باوتو يرليبان، مطار بكين داشينغ الدولي، مطار تشانغتشون الدولي، مطار تشانغتشي وانغشون، مطار تشنغدو تيانفو الدولي، مطار داليان الدولي، مطار هايكو ميلان الدولي، مطار هاندان، مطار هاربين الدولي، مطار حيفي شينكياو الدولي، مطار جينان الدولي، Jingzhou، مطار كونمينغ جانغشوي الدولي، مطار لانتشو تشونغ تشوان، Lianyungang، مطار لينفين ياودو، مطار نانجينغ الدولي، مطار نانتونغ شينغ دونغ، مطار غينغادو جياودونغ الدولي، مطار تشينغيانغ، مطار شانغهاي بودنغ الدولي، مطار شنيانغ الدولي، مطار تاييوان وسو الدولي، مطار تانغشان سانوهي، مطار وانتشو وتشياو، مطار ووهان الدولي، Wuhu، مطار سنن شوفانغ الدولي، مطار شيان شيانيانغ الدولي، مطار شانغينغ ليوجي، مطار شيشوانغباننا غاسا، مطار ييتشانغ سانشيا، مطار ييوو، مطار تشنغتشو الدولي، مطار تشوشان بوتوشان |
| Fuzhou Airlines           | مطار ييتشانغ سانشيا |
| خطوط هاينان الجوية        | مطار أوكلاند الدولي، مطار بكين العاصمة الدولي، مطار بروكسل الدولي، مطار تشنغدو شوانغليو الدولي، مطار تشونغتشينغ جيانغبى الدولي، مطار داليان الدولي، مطار فويانغ شيغوان، مطار قوييانغ لونغدونغابو الدولي، مطار هايكو ميلان الدولي، مطار هانغتشو شياوشان الدولي، مطار هاربين الدولي، مطار حيفي شينكياو الدولي، مطار هوهوت بايتا الدولي، مطار جياموسي دونغاجياو، مطار جينان الدولي، مطار كاشغر الدولي، مطار كونمينغ جانغشوي الدولي، مطار لانتشو تشونغ تشوان، مطار لونغنان جينتشيو، مطار مالبينسا (تبدأ في 20 سبتمبر 2023)، مطار نانجينغ الدولي، مطار نينغبو ليش الدولي، مطار باريس شارل ديغول، مطار بنوم بنه الدولي، مطار فو كوك الدولي، مطار غينغادو جياودونغ الدولي، مطار غيونغهاي بواو، مطار ليوناردو دا فينشي، مطار سانيا فينيكس الدولي، مطار شانغهاي بودنغ الدولي، مطار شنيانغ الدولي، مطار تاييوان وسو الدولي، مطار تانغشان سانوهي، مطار بن غوريون الدولي، مطار تيانجين الدولي، مطار تونغرين فينغوانغ، مطار أورومتشي الدولي، مطار فانكوفر الدولي، مطار يفانغ نانيوان، مطار ونزهو يونجقيانج الدولي، مطار شيامن قاوتشي الدولي، مطار شيان شيانيانغ الدولي، مطار شينينغ الدولي، مطار سوزهو جوانين، مطار يولين يو يانغ، مطار تشنغتشو الدولي، مطار زيورخ الدولي |
| Hebei Airlines            | مطار شيجياتشوانغ تشنغدينغ الدولي |
| I-Fly                     | مطار بولكوفو، مطار سوتشي الدولي |
| خطوط جونياو الجوية        | مطار ساني ليجيانغ، مطار شانغهاي هونغكياو الدولي، مطار شانغهاي بودنغ الدولي، مطار ييتشانغ سانشيا، مطار ينتشوان خه دونغ |
| كوريا للطيران             | مطار إنتشون الدولي |
| Kunming Airlines          | مطار كونمينغ جانغشوي الدولي، مطار ديهونغ مانغشي |
| ليون إير                  | Charter: مطار نغوراه راي الدولي |
| LJ Air                    | مطار هاربين الدولي، مطار ييوو |
| طيران لونج                | مطار تشانغتشون الدولي، مطار إينشي شوجيابينغ، مطار هانغتشو شياوشان الدولي، Heze، مطار تاييوان وسو الدولي، مطار ونزهو يونجقيانج الدولي، مطار شينينغ الدولي |
| خطوط لاكي الجوية          | مطار كونمينغ جانغشوي الدولي |
| ماهان إير                 | مطار الإمام الخميني الدولي |
| خطوط طيران أوكاي          | مطار أنقينج تيانزهوشان، مطار تشانغتشون الدولي، مطار هايكو ميلان الدولي، مطار جيوجيانغ لوشن، مطار شيجياتشوانغ تشنغدينغ الدولي، مطار تيانجين الدولي، مطار شيان شيانيانغ الدولي، مطار يانغزهو تايزهو |
| طيران آسيا (الفلبين)      | مطار ماكتان سيبو الدولي (تستأنف 29 أكتوبر 2023)، مطار نينوي أكوينو الدولي |
| خطوط شاندونغ الجوية       | مطار جينان الدولي، مطار غينغادو جياودونغ الدولي، مطار شيانغراو سانغينغشان، مطار شنيانغ الدولي، مطار يهاي داسهويبو، مطار يانتاي بينجلاي الدولي |
| خطوط شانغهاي الجوية       | مطار شانغهاي هونغكياو الدولي |
| خطوط شينزين الجوية        | مطار سوفارنابومي الدولي، مطار برشلونة الدولي (تبدأ في 28 أغسطس 2023)، Bazhong، مطار بكين العاصمة الدولي، مطار تشانغتشون الدولي، مطار تشانغتشو بيننو، مطار تشنغدو شوانغليو الدولي، مطار جيزهو جيوهواشان، مطار تشونغتشينغ جيانغبى الدولي، مطار داليان الدولي، مطار داتونغ يونغانغ، مطار ديشين شانغري-لا، Fukuoka، مطار هايكو ميلان الدولي، مطار هانغتشو شياوشان الدولي، مطار نوي باي الدولي، مطار هاربين الدولي، مطار حيفي شينكياو الدولي، مطار تان سون نهات الدولي، مطار هوهوت بايتا الدولي، مطار سوكارنو هاتا الدولي، مطار جيجو الدولي، مطار جينان الدولي، مطار جينغدتشن جيا، مطار كاراماي، مطار كوالالمبور الدولي، مطار كونمينغ جانغشوي الدولي، مطار لانتشو تشونغ تشوان، مطار ساني ليجيانغ، مطار ليني شوبولينغ، مطار لندن هيثرو، مطار ميانيانغ نانيجو، مطار نانتشانغ تشانغبى الدولي، مطار نانجينغ الدولي، مطار نانينغ الدولي، مطار نانتونغ شينغ دونغ، مطار كانساي الدولي، مطار بانزهيوها باوأنينغ، مطار بينانق الدولي، مطار بنوم بنه الدولي، Phuket، مطار غينغادو جياودونغ الدولي، مطار جينجيانغ تشيوانتشو، مطار سانيا فينيكس الدولي، مطار إنتشون الدولي، مطار شانغهاي هونغكياو الدولي، مطار شانغهاي بودنغ الدولي، مطار شنيانغ الدولي، مطار شيجياتشوانغ تشنغدينغ الدولي، مطار شانغي سنغافورة، مطار تايوان تاويوان الدولي، مطار تاييوان وسو الدولي، مطار تايتشو وقياو، مطار تيانجين الدولي، مطار ناريتا الدولي، مطار توربان جياهوي، مطار أورومتشي الدولي، مطار وانتشو وتشياو، مطار ونزهو يونجقيانج الدولي، مطار ووهان الدولي، Wuhu، مطار سنن شوفانغ الدولي، مطار شيان شيانيانغ الدولي، مطار شانغينغ ليوجي، مطار شينينغ الدولي، مطار يانغزهو تايزهو، مطار يانتاي بينجلاي الدولي، مطار يبين واليانجي، مطار ييتشانغ سانشيا، مطار يشهون مينغيويشان، مطار ينتشوان خه دونغ، مطار يونتشنغ قوانقونغ، مطار زاهوتونغ، مطار تشنغتشو الدولي، مطار رينهواي ماوتاي |
| خطوط سيتشوان الجوية       | مطار تشنغدو شوانغليو الدولي، مطار تشونغتشينغ جيانغبى الدولي، مطار نينغشهاي ماينلينغ، مطار شيان شيانيانغ الدولي، مطار شيتشانغ تشينغشان |
| الخطوط الجوية السنغافورية | مطار شانغي سنغافورة |
| Sky Shuttle               | Macau–Terminal Marítimo ‏ |
| سبرينغ (شركة طيران)       | مطار دون موينغ، مطار تشانغتشون الدولي، مطار تشونغتشينغ جيانغبى الدولي، مطار داليان الدولي، مطار دونغينغ شنغلي، مطار هاربين الدولي، مطار هوايان ليانشوي، مطار كرابي، مطار لانتشو تشونغ تشوان، مطار نانجينغ الدولي، مطار نانيانغ جيانغ يينغ، مطار بنوم بنه الدولي، مطار شانغهاي هونغكياو الدولي، مطار شياويانغ واغانغ، مطار شنيانغ الدولي، مطار شيجياتشوانغ تشنغدينغ الدولي، مطار تونغلياو، مطار ووهان الدولي، مطار شيان شيانيانغ الدولي، مطار نانيانغ يانتشنغ، مطار تشانغجياكو نينغيوان، مطار زوني شينزهو |
| خطوط سوبارنا الجوية       | مطار تشيفنغ يولونغ، مطار هايلار دونغشان، مطار هانغتشو شياوشان الدولي، مطار هوهوت بايتا الدولي، مطار جينان الدولي، مطار لانتشو تشونغ تشوان، مطار نينغبو ليش الدولي، مطار شانغهاي بودنغ الدولي، مطار أورومتشي الدولي، مطار تشنغتشو الدولي |
| طيران آسيا (تايلاند)      | مطار دون موينغ، مطار تشيانغ مي، مطار تشيانغ ري الدولي |
| Thai Lion Air             | مطار دون موينغ |
| خطوط تيانجين الجوية       | مطار تشونغتشينغ جيانغبى الدولي، مطار تيانجين الدولي |
| طيران التبت               | مطار تشنغدو شوانغليو الدولي، مطار لاسا الدولي، مطار لوئهو يونلونغ، مطار ميانيانغ نانيجو |
| Uni Air                   | مطار تايتشونغ، مطار تايوان تاويوان الدولي |
| West Air ‏                 | مطار اكسو، مطار تشونغتشينغ جيانغبى الدولي، مطار حيفي شينكياو الدولي، مطار هوهوت بايتا الدولي، مطار جينان الدولي، مطار نانجينغ الدولي، مطار تشنغتشو الدولي |
| خطوط زيامن الجوية         | مطار بكين داشينغ الدولي، مطار تشونغتشينغ جيانغبى الدولي، مطار فوتشو تشانغله الدولي، مطار هانغتشو شياوشان الدولي، مطار هاربين الدولي، مطار يوتشو بيلين، مطار قوزهو، مطار شانغهاي هونغكياو الدولي، مطار شنيانغ الدولي، مطار تيانجين الدولي، مطار شيامن قاوتشي الدولي |

### الشحن
| شركـات طيـران               | الوجهات |
| --------------------------- | --- |
| طيران تركمانستان            | عشق آباد |
| AeroLogic                   | مطار لايبزيغ هاله |
| خطوط تي أن تي الجوية        | مطار لييج |
| Cardig Air                  | مطار نوي باي الدولي |
| كارغولوكس                   | مطار سوفارنابومي الدولي، مطار بودابست فرانز ليست الدولي، مطار لوكسمبورغ |
| Central Airlines ‏           | مطار سوكارنو هاتا الدولي |
| الخطوط الجوية الصينية       | مطار تايوان تاويوان الدولي |
| الخطوط الجوية الصينية للشحن | مطار سوكارنو هاتا الدولي، مطار شانغهاي بودنغ الدولي |
| خطوط جنوب الصين الجوية      | مطار بكين العاصمة الدولي |
| Donghai Airlines            | مطار تشنغدو شوانغليو الدولي، مطار هونغ كونغ الدولي، مطار نينوي أكوينو الدولي، مطار شانغهاي بودنغ الدولي |
| الخطوط الجوية الإثيوبية     | مطار أديس أبابا بولي الدولي، مطار لييج |
| إيفا للطيران                | مطار تايوان تاويوان الدولي |
| فيديكس إكسبرس               | مطار تيد ستيفنز أنكوراج الدولي، مطار نينوي أكوينو الدولي |
| Jingdong Airlines           | مطار بكين داشينغ الدولي |
| My Indo Airlines            | Balikpapan، مطار شانغي سنغافورة |
| خطوط أس أف الجوية           | مطار بكين العاصمة الدولي، مطار تشنغدو شوانغليو الدولي، مطار تشيناي الدولي، Ezhou، مطار هونغ كونغ الدولي، مطار أنديرا غاندي الدولي، مطار هانغتشو شياوشان الدولي، مطار لوس أنجلوس الدولي، مطار نينوي أكوينو الدولي، مطار نانتونغ شينغ دونغ، مطار بنوم بنه الدولي، مطار شانغهاي بودنغ الدولي، مطار شانغي سنغافورة، مطار ونزهو يونجقيانج الدولي، مطار ووهان الدولي، مطار تشنغتشو الدولي |
| طيران راية                  | مطار كوالالمبور الدولي |
| خطوط يو بي إس الجوية        | مطار تيد ستيفنز أنكوراج الدولي، مطار سوفارنابومي الدولي، مطار كلارك الدولي، مطار كولونيا بون الدولي، مطار دبي الدولي، مطار تان سون نهات الدولي، مطار كوالالمبور الدولي، مطار تشاتراباتي شيفاجي الدولي، مطار كانساي الدولي، مطار إنتشون الدولي، مطار شانغي سنغافورة |
| خطوط سوبارنا الجوية         | مطار شاه جلال الدولي، مطار هانغتشو شياوشان الدولي، مطار هونغ كونغ الدولي، مطار شانغهاي بودنغ الدولي |

## وصلات خارجية
- الموقع الرسمي